# Kampusy Uniwersytetu Gdańskiego
Kampusy Uniwersytetu Gdańskiego

## Kampus Gdynia

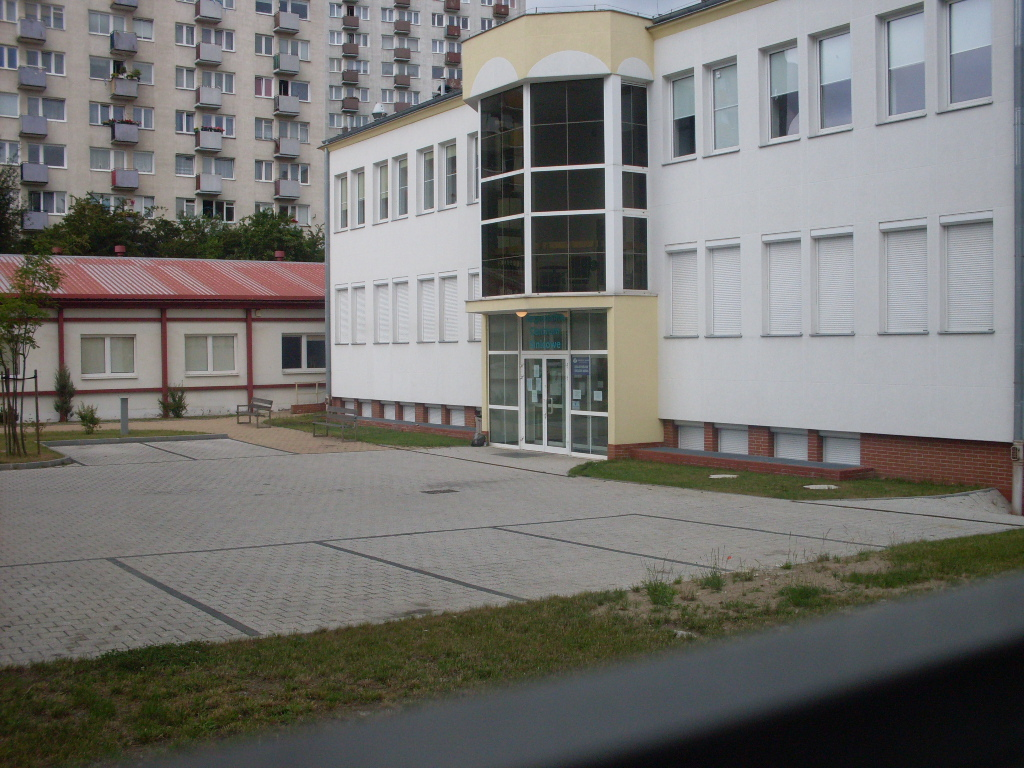
Budynek Regionalnego Centrum Sinicowego Uniwersytetu Gdańskiego w Gdyni

Al. Marszałka Piłsudskiego 46. W pobliżu stacja Gdynia Wzgórze Świętego Maksymiliana.
- Instytut Oceanografii Wydziału Oceanografii i Geografii
- Pracownia Dydaktyki Geografii
- Laboratorium Sinicowe Instytutu Oceanografii

## Kampus Oliwa

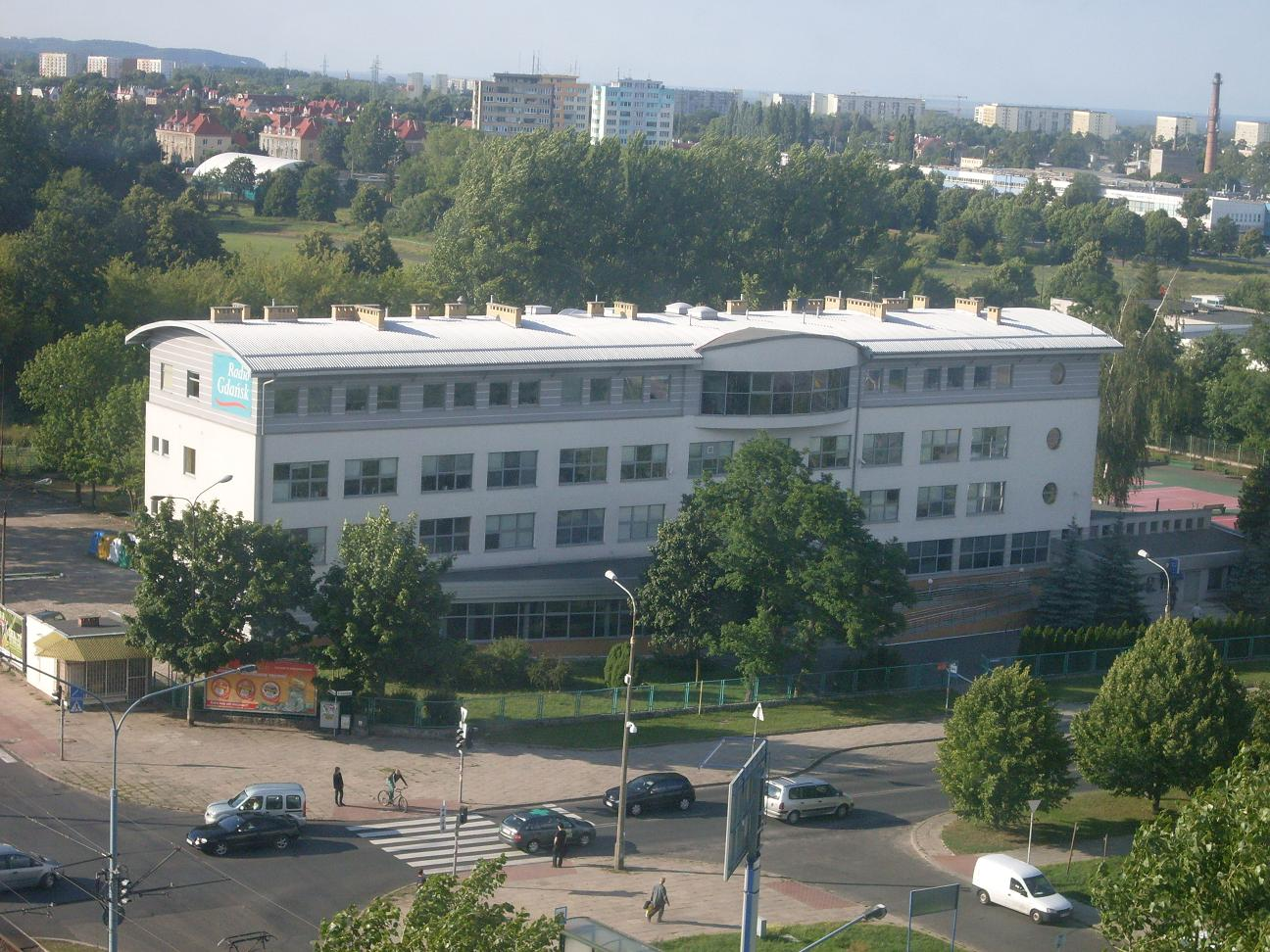
Budynek Rektoratu Uniwersytetu Gdańskiego – Kampus Oliwa

W Gdańsku przy ulicy Bażyńskiego oraz Wita Stwosza. W sąsiedztwie Hala Olivia oraz stacja Gdańsk Przymorze-Uniwersytet.
- Rektorat[2]
  - Biura rektora i prorektorów
  - Miejsce obrad Senatu UG (Senat UG obraduje w auli Biblioteki Głównej UG)
  - Biuro Rekrutacji
  - Biuro Wymiany Zagranicznej Studentów
  - Dział ds. Socjalnych
  - Ośrodek Informatyczny
- Biblioteka Główna UG
- British Council
- Centrum Sportowe UG (dwie hale sportowe, sala fitness, siłownia, ścianka do wspinaczki, stadion piłkarski, korty tenisowe i bieżnia[3][4]) – w planach
- Dom Studencki Nr 3
- Dom Studencki Nr 4
- Dom Studencki Nr 5
- Dom Studencki Nr 10
- Gdański Uniwersytet Trzeciego Wieku
- Hotel Asystencki nr 1
- Kolegium Kształcenia Nauczycieli Języków Obcych
- Parlament Studentów UG
- Instytut Geografii Wydziału Oceanografii i Geografii
- Instytut Informatyki (budynek otwarty 25 listopada 2019[5])
- Międzyuczelniany Wydział Biotechnologii UG i AMG (nowy budynek)
- Wydział Biologii (nowy budynek)
- Wydział Chemii (nowy budynek)
- Wydział Historyczny
- Wydział Filologiczny
- Wydział Matematyki, Fizyki i Informatyki
- Wydział Prawa i Administracji
- Wydział Nauk Społecznych

## Kampus Przymorze
W pobliżu stacji Sopot Wyścigi, Gdańsk Żabianka-AWFiS i Gdańsk Oliwa.
- Dom Studencki Nr 9 w Sopocie przy ul. Bitwy pod Płowcami
- Dwa budynki Wydziału Nauk Społecznych w gdańskiej dzielnicy Żabianka.

## Kampus Sopot

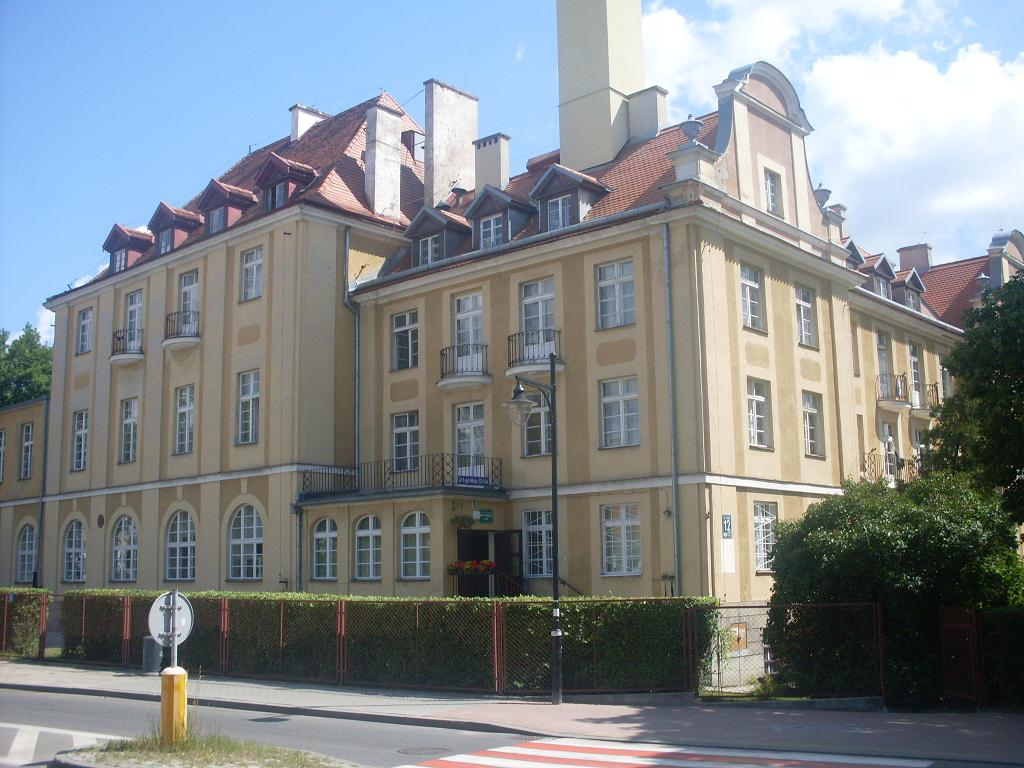
Dom Studencki nr 8 – Kampus Sopot

Przy lub w pobliżu Alei Niepodległości, ul. Armii Krajowej oraz stacji SKM Sopot.
- Biblioteka Ekonomiczna
- Centrum Dokumentacji Europejskiej
- Centrum Dydaktyczno-Konferencyjne Wydziału Zarządzania UG
- Centrum Europejskie
- Dom Studencki Nr 7
- Dom Studencki Nr 8
- Dom Studencki Nr 9
- Wydział Ekonomiczny
- Wydział Zarządzania
- Katedra Badań Rynku Wydziału Nauk Społecznych
- Zakład Badań Planktonu Morskiego WBGiO

## Kampus Wrzeszcz I
W pobliżu stacji Gdańsk Wrzeszcz.
- Alliance Francaise
- Budynek Wydziału Biologii
- Budynek Wydziału Oceanografii i Geografii
- Wydział Nauk Społecznych – Politologia

## Kampus Wrzeszcz II
Przy ulicy Sobieskiego. W pobliżu stacji Gdańsk Politechnika.
- Dom Studencki nr 2
- Wydział Chemii (stary budynek; w 2021 sprzedany Politechnice Gdańskiej[6])

## Kampus Gdańsk
W promieniu 1 km. na południe i południowy wschód od dworca Gdańsk Główny.
- Biblioteka Brytyjska
- Centrum Herdera
- Dom Studencki Nr 6
- Międzyuczelniany Wydział Biotechnologii UG i AMG (stary budynek)
- Jeden budynek Wydziału Nauk Społecznych
- Wydział Biologii (stary budynek)